# Кабуи, Фрэнк
Фрэнк Уту Офагиоро Кабуи (англ. Frank Utu Ofagioro Kabui; род. 20 апреля 1946, Малаита) — политический деятель Соломоновых Островов, генерал-губернатор Соломоновых Островов (2009–2019). 
Кабуи родился в 1946 году, в деревне Манакваи, Малуу в северной части провинции Малаита. В 1975 году выпустился из Университета Папуа — Новой Гвинеи, став первым дипломированным специалистом по праву на Соломоновых Островах. 
В 1980 году стал первым выходцем с Соломоновых островов, назначенным на пост генерального прокурора. В 1994 году был избран председателем Комиссии по правовой реформе, а в 1998 году назначен судьёй Высокого суда Соломоновых Островов (ушёл в отставку в апреле 2006 года в возрасте 60 лет). В том же году вновь был назначен председателем Комиссии по правовой реформе. 
15 июня 2009 года, после четырёх раундов голосования, был избран генерал-губернатором Соломоновых Островов, получив поддержку 30 парламентариев. Официально вступил в должность 7 июля 2009 года, когда кандидатура Кабуи была одобрена Королевой Соломоновых Островов, Елизаветой II. 
9 октября 2009 года стал Рыцарем Великого Креста Ордена Святого Михаила и Святого Георгия.